# Локомотив (стадион, Пловдив)
Вижте пояснителната страница за други значения на Стадион „Локомотив“.
Стадион „Локомотив“ е основното игрище на ПФК Локомотив (Пловдив). Стадионът е в процес на цялостна реконструкция като след завършването на трибуна Спорт клуб и всичките ъгли на стадиона му ще има капацитет от 14 500 седящи зрителски места. В момента стадиона е с капацитет 8765 места. Намира се в парк „Лаута“ в Пловдив. Официално е открит на 6 септември 1982 г. и е частично реконструиран през 2010, 2013, 2016 и 2019 г.

## Характеристики
Стадион „Локомотив“ е разположен в парк „Лаута“, намиращ се в югоизточната част на Пловдив. Съоръжението е част от спортен комплекс със същото име, състоящ се от стадион, три помощни терена, тенис кортове, зала за волейбол и закрита лекоатлетическо хале. При построяването си, капацитетът му е предвиден да побира 24 000 души. Вследствие на реконструкциите през годините обаче той е намален няколко пъти. Централната трибуна на стадиона е покрита с козирка. Размерът на игралното поле е 105,3 м на дължина и 71,4 м на ширина. Теренът е основно ремонтиран през 2016 г., като са изградени модерна дренажна и поливна система. Стадионът разполага с осветителната система с мощност от 1898 лукса. Прожекторно-осветителната уредба е разположена на четири мачти с височина 40 м плюс надстройка с височина 5,50 м и работна площадка. На всяка от тях са разположени 46 броя прожектори в структура от 8 реда и 6 колони. Осветлението позволява излъчване на HD телевизионен сигнал и на мачове от турнира Шампионска лига.

## История
Днешният стадион „Локомотив“ е зачимен през 1980 г., а първия мач е изигран на 6 септември 1982 г. Десет години преди това са изградени намиращите се в непосредствена близост помощни тренировъчни терени, а в средата на 70-те години на ХХ век е построена зала за хандбал, намираща се също в спортния комплекс. На територията му има също тенис-кортове и лекоатлетическа писта.
През 1983 г. „Черноморец“ (Бургас) гостува на „Локомотив“ в мач за влизането на черно-белите в елитната група. На стадиона присъстват 33 000 души, а поне 6000 души остават извън неговите рамки.
През 2004 г., когато Локомотив (Пловдив) става шампион на страната, северозападната трибуна на стадиона се срутва. Няколко месеца преди това същият сектор е обявен за опасен и допускането на зрители на него е ограничено. След разчистването на падналата трибуна капацитетът е намален до 15 000 души, като в това число влиза и новоизградената клетка за гостуващия отбор, която намира новото си място в южната част на стадиона, между секторите В и Б.
През 2010 г. започва реконструкция на стадиона. Обновен е изцяло сектор В, който е наименуван „Трибуна Спортклуб“. Ширината на редовете в сектора е увеличена до 80 см, за да отговарят на изискванията на УЕФА за разстояние между тях и височина. Изградени са два нови входа и са поставени пластмасови седалки за зрителите. Напълно реконструирана е и централната трибуна. Освен това цялата административна сграда на стадиона зад централната трибуна претърпява основен ремонт. Стадион „Локомотив“ разполага с напълно ремонтирани съблекални, помещения за съдии, зала за пресконференции, фитнес и др.
През 2013 г. на стадион „Локомотив“ е изградено електрическо осветление. Символичната първа копка по изграждането му е направена на 19 декември 2012 г., а реалното строителство започва на 28 януари 2013 г. и продължава до началото на април. Официалното откриване на новата придобивка се състои на 10 април 2013 г. преди началото на срещата от 21-вия кръг на А футболна група противопоставяща отборите на Локомотив (Пловдив) и Ботев (Враца). Локомотив приема от пролетта домакинските си мачове на осветление.
През 2016 г. започва основен ремонт на официалния терен на стадион „Локомотив“. Изградени са нова дренажна и поливна система и ново зачимяване. Основен ремонт претърпява и основното тренировъчно игрище на представителния отбор, известно като „Кошарата“. Там е изградена модерна поливна система, а тревната настилка е подновена.
През лятото на 2019 г. се извършва ремонт, който да покрие изискванията за провеждане на мачове от турнира Лига Европа. Ремонтирани са съблекалните и съдийската стая, разширена е залата за пресконференции, монтирани са нови седалки с облегалки, разчертан е и нов паркинг за 150 автомобила в района на комплекса.
Към края на август 2023 г. завършването на изграждането на стадиона е към края си. В края на месец септември 2023 г. са отхвърлени от КЗК две от общо трите жалби срещу нарушения в процедурата по която е възложена обществената поръчка за доизграждането на стадиона.

## Местоположение
Стадион „Локомотив“ и прилежащият му комплекс попадат в периферията на пловдивския квартал „Тракия“, на границата с широкия градски център на Пловдив. На изток спортното съоръжение граничи с парк „Лаута“, основната зелена система в югоизточната част на града, на запад – с Аграрния университет в Пловдив, а на юг – с имот, собственост на Министерство на отбраната. На север е транспортната връзка на стадиона с бул. „Санкт Петербург“, която е единствения подход към комплекса. Предвижда се изграждане на втори подход, който да осигури достъп до комплекса от ул. „Димитър Ризов“.

### Транспорт

#### Градски транспорт
Автобусни спирки в близост до стадион Локомотив:
| Спирка № | Име               | Линии             |
| -------- | ----------------- | ----------------- |
| 234      | стадион Локомотив | 18, 24, 29, 44, 9 |
| 219      | Чайка Фарма       | 18, 24, 29, 44, 9 |
| 1011     | ЖК Тракия (А-12)  | 21, 25, 29, 66    |

#### Автомобил
Достъпът за автомобили до стадион Локомотив се осъществява по ул. „Лев Толстой“. Спортният комплекс разполага с платен паркинг за 100 автомобила.

#### Велосипед
Велосипедната мрежа на град Пловдив осигурява лесен достъп до стадион Локомотив. В близост до съоръжението са разположени следните велоалеи:
- посока Север – бул. „Санкт Петербург“
- посока Запад – бул. „Менделеев“
- посока Юг – бул. „Освобождение“
- посока изток – ул. „Димитър Ризов“ (в процес на изграждане)

## Проект „Трибуна Бесика“
Проектът за трибуна „Бесика“ предвижда изграждане на сектор за 4000 души и многофункционална спортна зала в северната част на стадион Локомотив. Новото съоръжение ще бъде построено на мястото на срутилата се през 2004 г. северозападна трибуна и разрушената през 2013 г. североизточна трибуна на съоръжението.
Трибуна „Бесика“ е „фенският“ сектор на стадион Локомотив, където се помещават най-върлите привърженици на отбора. Тя ще разполага с капацитет от 4000 седящи места, по-голямата част от които са покрити с козирка. Предвижда се трибуната да има четири входа, по два от източната и западната ѝ страна, до които ще се стига през две открити стълбищни клетки. В най-високата зона на сектора е проектирана панорамна ложа/прес зона. Тя ще има поглед както към стадиона така и към покритото игрище в многофункционалната зала. Осигурен е достъпът на хора с увреждания както до залата, така и до трибуната, където са предвидени два асансьора. Под самата трибуна са разположени тренировъчни спортни зали, медиен център, съблекални и офиси. В ниските обеми от източната и западната страна на новия сектор ще бъдат разположени клубният музей на Локомотив (Пловдив) и кафе с изглед към игралното поле на стадиона. Изграждането на трибуна „Бесика“ и многофункционалната зала ще бъде разделено на два етапа, поради трудности с осигуряването на финансирането на проекта.
На 29 март 2013 г. започва събарянето на североизточната трибуна на стадион Локомотив, където трябва да се изгради бъдещата трибуна „Бесика“. Инициативата е подета от Веселин Марешки, вече бивш президент на Локомотив Пловдив, който дава публично обещание, че се ангажира с построяването на „Бесика“. Дейностите по разрушаване започват с премахването на бетонните редове, изградени върху земен насип, и незавършеното информационно табло на спортното съоръжение. Целият процес отнема около три месеца и в средата на май старата трибуна е съборена изцяло. Скоро след това е готова и цялата документация за реализирането на проекта „Бесика“, в това число изготвен технически проект и дадено разрешително за започване на строеж. Строителството на новия фенски сектор на стадиона Локомотив обаче не започва, тъй като г-н Марешки се отказва от финансирането на проекта и футболния клуб като цяло.